# Love cats
Love Cats (25 years love songs) is een muziekalbum van The Cats uit 1992. De cd werd in het zevende jaar sinds het uiteengaan van de band uitgebracht. Twee jaar later, in 1994, beleefde de band echter weer een kortstondige opleving.
Het album stond 18 weken in de Album Top 100 en bereikte nummer 22 als hoogste positie.
De titel van het verzamelalbum verwijst naar de periode van 25 jaar sinds The Cats hun eerste album uitbrachten, Cats as cats can, met daarop onder meer het nummer Without your love dat ook op deze cd staat. De band bestond toen al langer, namelijk op dat moment al rond drie jaar (sinds april 1964), en had ook al eerder lovesongs op de plaat gezet, namelijk op de B-kant van singles toen ze hun muziek nog opnamen bij het platenlabel Durlaphone.
Het platenlabel dat gebruikt werd is EVA, een merknaam van EMI, de platenmaatschappij die het meeste werk van The Cats heeft geproduceerd.

## Nummers
| Nummer | Naam                                                 | Geschreven door                              | Duur | Opmerkingen |
| ------ | ---------------------------------------------------- | -------------------------------------------- | ---- | ----------- |
| 1.     | Times were when                                      | Neil Grimshaw                                | 3:12 |             |
| 2.     | I gotta know what's going on                         | Cees Veerman                                 | 2:35 |             |
| 3.     | Vaya con Dios                                        | Larry Russell, Inez James en Buddy Pepper    | 3:26 |             |
| 4.     | Take me with you                                     | Arnold Mühren                                | 3:01 |             |
| 5.     | Where have I been wrong                              | Piet Veerman                                 | 5:16 |             |
| 6.     | Lea                                                  | Arnold Mühren                                | 3:39 |             |
| 7.     | Love is a golden ring                                | Frank Miller, Richard Dehr en Terry Gilkyson | 2:51 |             |
| 8.     | Lovers don't talk                                    | Fred Bekky en Tony Kolenberg                 | 3:41 |             |
| 9.     | Spanish Harlem                                       | Jerry Leiber en Phil Spector                 | 3:41 |             |
| 10.    | Marian                                               | Arnold Mühren                                | 4:00 |             |
| 11.    | Mandy my dear                                        | Jaap Schilder                                | 3:20 |             |
| 12.    | Why                                                  | Arnold Mühren                                | 4:03 |             |
| 13.    | Without your love                                    | Cees Veerman en Mel Andy                     | 2:50 |             |
| 14.    | We should be together                                | Allen Reynolds                               | 3:16 |             |
| 15.    | Rock 'n' roll (I gave you the best years of my life) | Kevin Johnson                                | 4:56 |             |
| 16.    | Scarlet ribbons                                      | Evelyn Danzig en Jack Segal                  | 3:19 |             |
| 17.    | Save the last dance for me                           | Doc Pomus en Mort Shuman                     | 3:04 |             |
| 18.    | Today                                                | Theo Klouwer en John Möring                  | 2:54 |             |
| 19.    | One way wind                                         | Arnold Mühren                                | 3:41 |             |
| 20.    | Let's dance                                          | Piet Veerman                                 | 3:24 |             |